# 今井一暁
今井 一暁（いまい かずあき、1976年 - ）は、日本の男性アニメーション演出家、アニメ監督。東京都出身。

## 参加作品

### テレビアニメ
2001年
- ギャラクシーエンジェル（動画）
- X（2001年 - 2002年、動画）

2002年
- ちょびっツ（動画）
- アクエリアンエイジ Sign for Evolution（動画）

2003年
- SPACE PIRATE CAPTAIN HERLOCK（動画）
- ガングレイヴ（2003年 - 2004年、原画）

2004年
- 妄想代理人（原画）
- 天上天下（原画）
- かいけつゾロリ（2004年 - 2005年、原画）
- MONSTER（2004年 - 2005年、原画）

2005年
- エンジェル・ハート（原画）
- まじめにふまじめ かいけつゾロリ（原画）
- 雪の女王（原画）

2006年
- ルパン三世 セブンデイズ・ラプソディ（原画）
- DEATH NOTE（2006年 - 2007年、原画）

2007年
- まめうしくん（原画）
- 風の少女エミリー（原画）
- 電脳コイル（原画）
- もやしもん（原画）

2008年
- 全力ウサギ（原画）
- ポルフィの長い旅（作画監督・総作画監督補佐・キャラクター補佐・原画・ED作画）

2009年
- 源氏物語千年紀 Genji（原画）
- ルパン三世VS名探偵コナン（原画）
- 戦場のヴァルキュリア（演出・作画監督補佐・原画）

2010年
- COBRA THE ANIMATION（原画）
- ルパン三世 the Last Job（原画）
- 忍たま乱太郎（第18期、原画）
- ドラえもん（2010年 - 、絵コンテ・演出・原画）

2011年
- 君に届け 2ND SEASON（演出・原画）

2014年
- 少年ハリウッド（2014年 - 2015年、絵コンテ・演出・原画）

2021年
- 王様ランキング（絵コンテ・演出）

### 劇場アニメ
2002年
- WXIII 機動警察パトレイバー（動画）

2003年
- 東京ゴッドファーザーズ（動画検査）

2006年
- 時をかける少女（原画）
- まじめにふまじめ かいけつゾロリ なぞのお宝大さくせん（原画）

2012年
- マジック・ツリーハウス（原画）
- 映画かいけつゾロリ だ・だ・だ・だいぼうけん!（原画）

2014年
- パロルのみらい島（監督）

2015年
- 劇場版 弱虫ペダル（絵コンテ・演出）

2017年
- 映画ドラえもん のび太の南極カチコチ大冒険（おまけ映像）

2018年
- 映画ドラえもん のび太の宝島（監督・絵コンテ）

2019年
- 映画ドラえもん のび太の月面探査記（原画・おまけ映像）

2020年
- 映画ドラえもん のび太の新恐竜（監督・絵コンテ・ED絵コンテ/演出）

2023年
- 映画ドラえもん のび太と空の理想郷（おまけ映像・ED原画）

2024年
- 映画ドラえもん のび太の地球交響楽（監督・脚本原案・絵コンテ・ED絵コンテ・ED演出）

2025年
- 映画ドラえもん のび太の絵世界物語（原画）

### その他
2006年
- まじめにふまじめかいけつゾロリ 宇宙たんけん大さくせん 地球をめざせ！編（原画）

2012年
- 21エモン&ドラえもん ようこそ!ホテルつづれ屋へ（監督）